# Mo (mark)
Mo är en av sand eller grus bestående, relativt jämn landsträcka, i allmänhet barrskogsklädd, mest med tall (därav benämningen tallmo). Moar finnas inom nästan alla Sveriges landskap. De finns vanligen invid och i grannskapet av rullstens- eller sandåsar. Även i Finland finns stora moar. Ordet är känt sedan äldre fornsvensk tid.